# Charaxes solon
Charaxes solon (Synonym: Charaxes fabius) ist ein in Asien vorkommender Schmetterling aus der Familie der Edelfalter (Nymphalidae). Im englischen Sprachgebrauch wird er als Black Rajah (Schwarzer Herrscher) bezeichnet.

## Merkmale

### Falter
Die Falter erreichen eine Flügelspannweite von 70 bis 80 Millimetern, wobei die Weibchen etwas größer als die Männchen sind. Bei beiden Geschlechtern hebt sich auf der dunkelbraunen Flügeloberseite eine breite cremefarbene bis gelbliche, aus Flecken gebildete Binde ab. Die Zeichnungselemente sind bei den Weibchen meist etwas intensiver ausgebildet als bei den Männchen. Die Hinterflügel zeigen außerdem eine gelbbraune Randbinde sowie zwei Schwänzchen. Die silbergrauen bis gelbbraunen Flügelunterseiten sind mit Streifen und Flecken gemustert.

### Raupe
Die Raupen sind grün gefärbt. Sie ähneln Nacktschnecken. Ihre Kopfkapsel trägt zwei große sowie zwei kleine Hörner, die an den Enden jeweils rotbraun gefärbt sind. Am Analsegment befinden sich zwei bräunliche Spitzen. Sie sind auf der gesamten Körperoberfläche mit sehr kurzen, gelben Tuberkeln versehen.

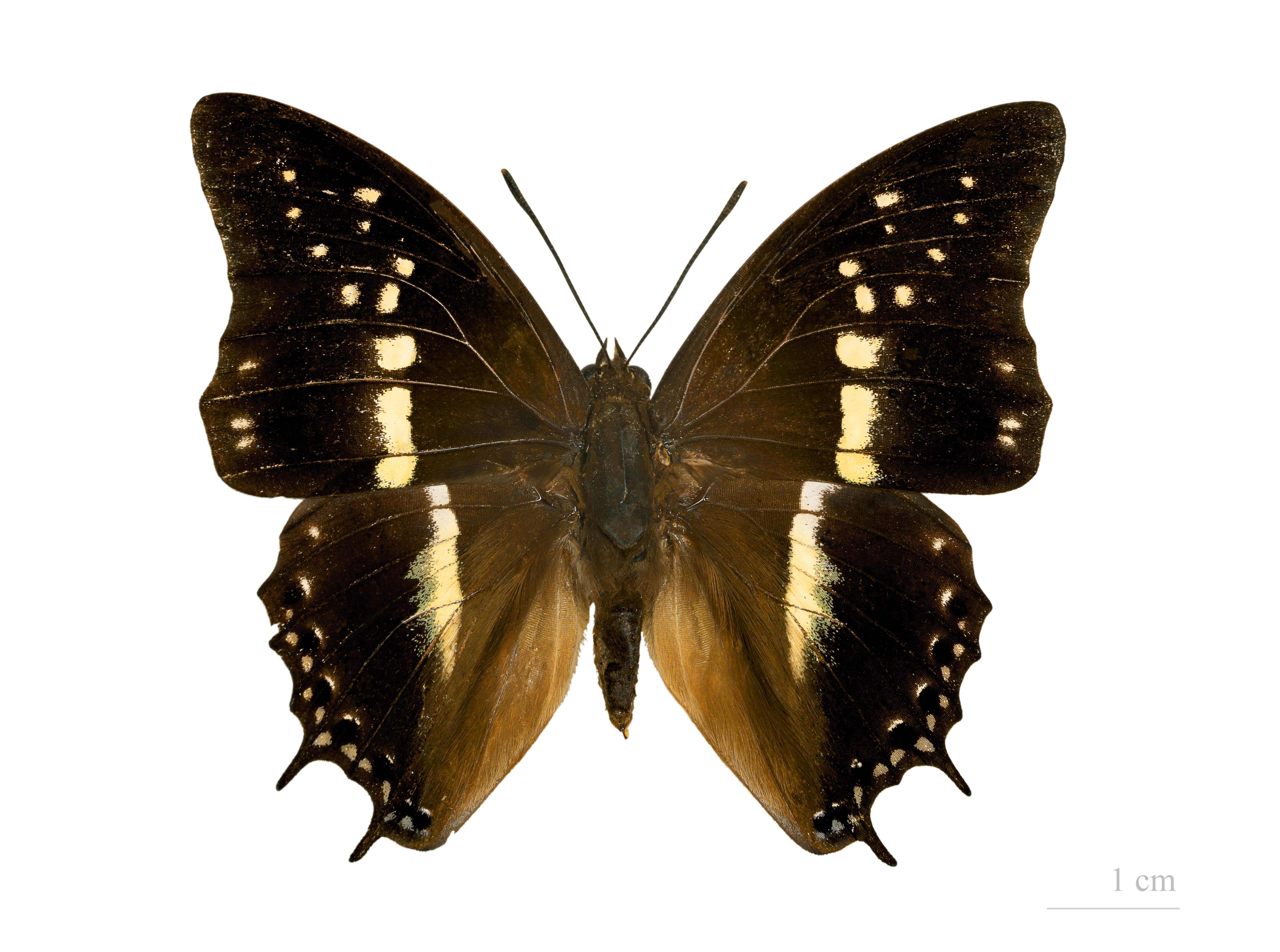
Präparat eines Männchens
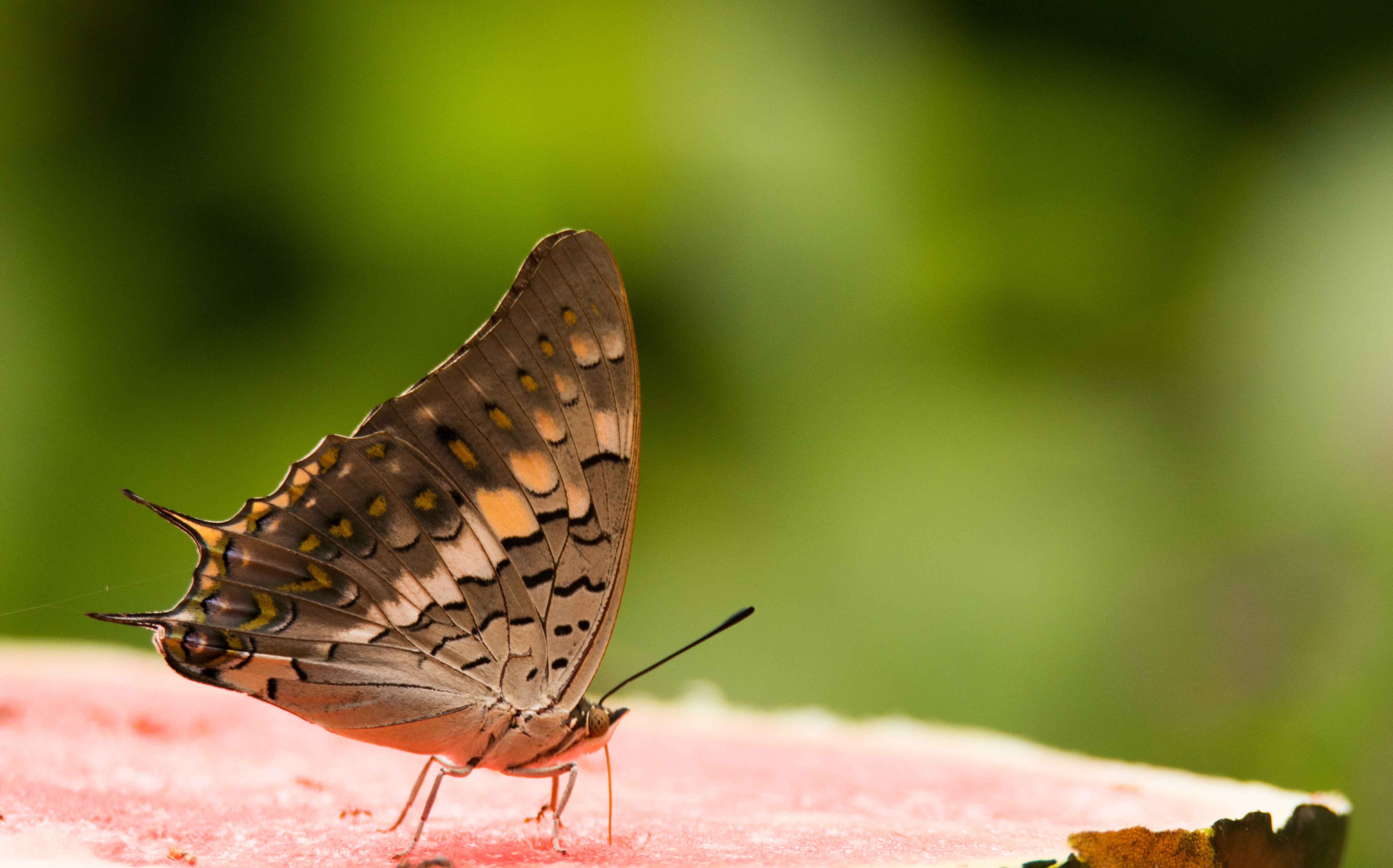
Flügelunterseite
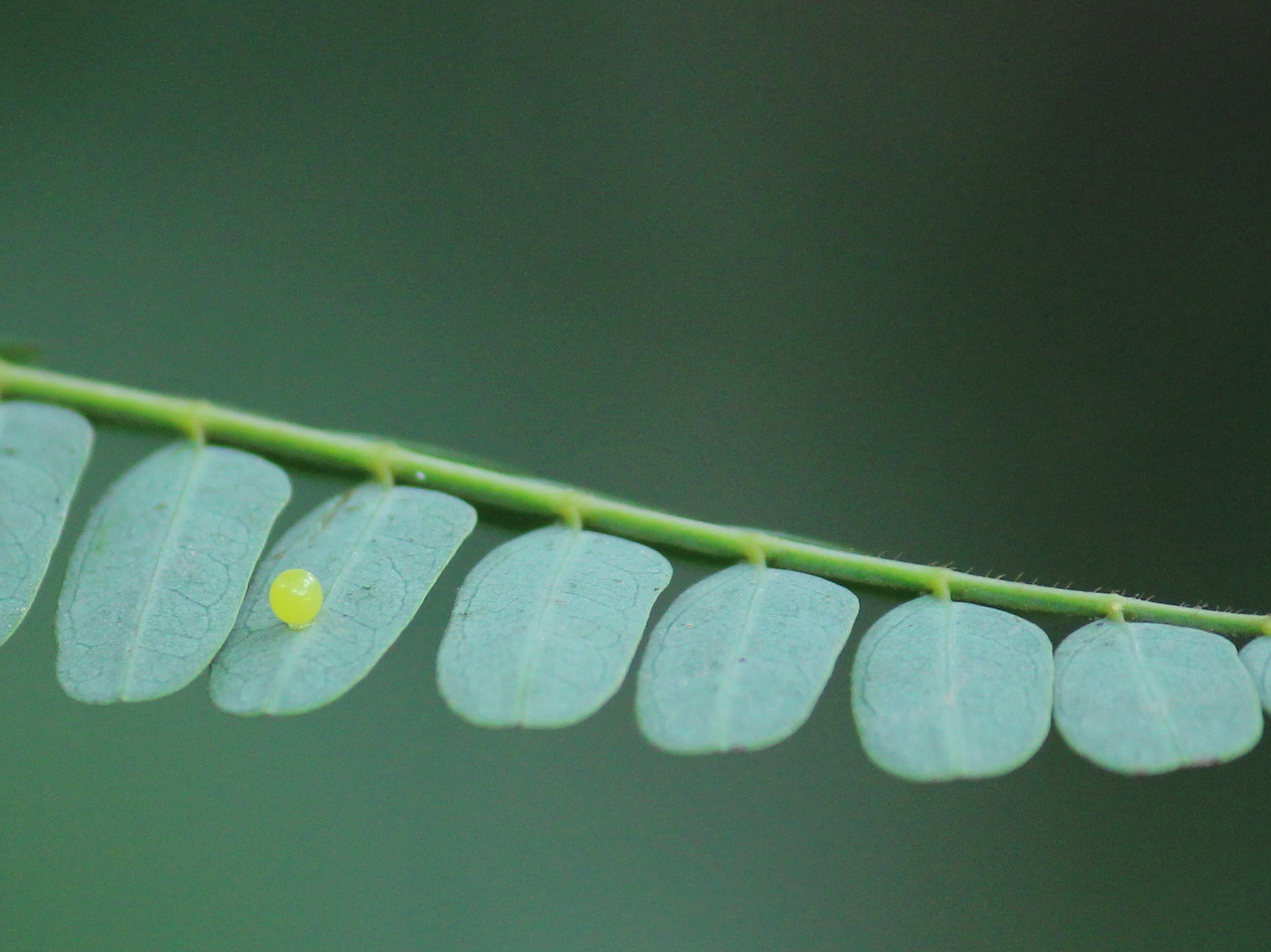
Ei auf dem Blatt eines Tamarindenbaums
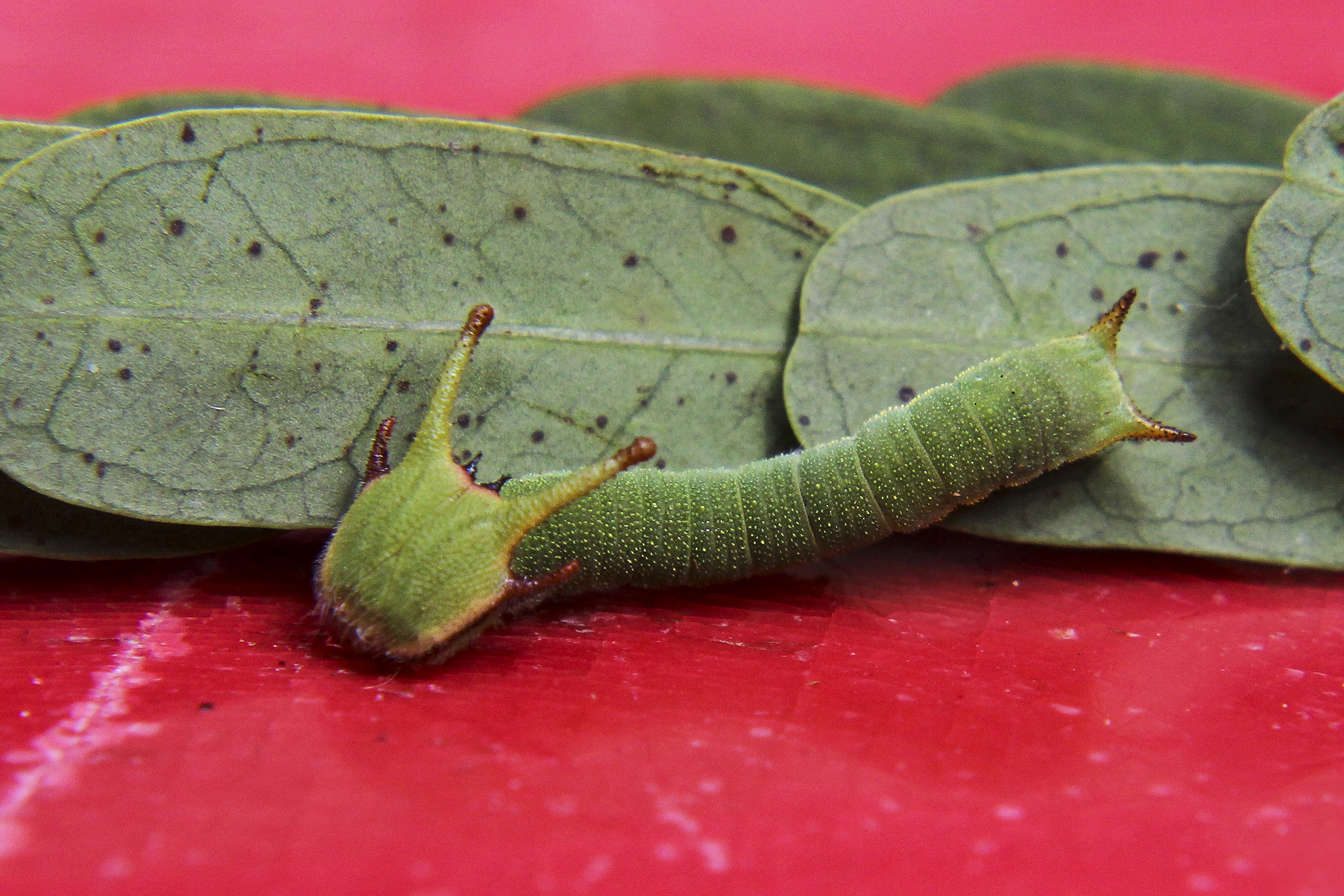
Raupe

## Verbreitung und Lebensraum
Die Verbreitung von Charaxes solon erstreckt sich durch Indien. Die Art kommt außerdem in Indonesien, Malaysia, Bhutan, Myanmar sowie auf Sri Lanka und den Philippinen vor. In den Vorkommensgebieten werden 15 Unterarten genannt. Die Art bewohnt offene und bewaldete sowie ebenso auch hügelige Gebiete.

## Lebensweise

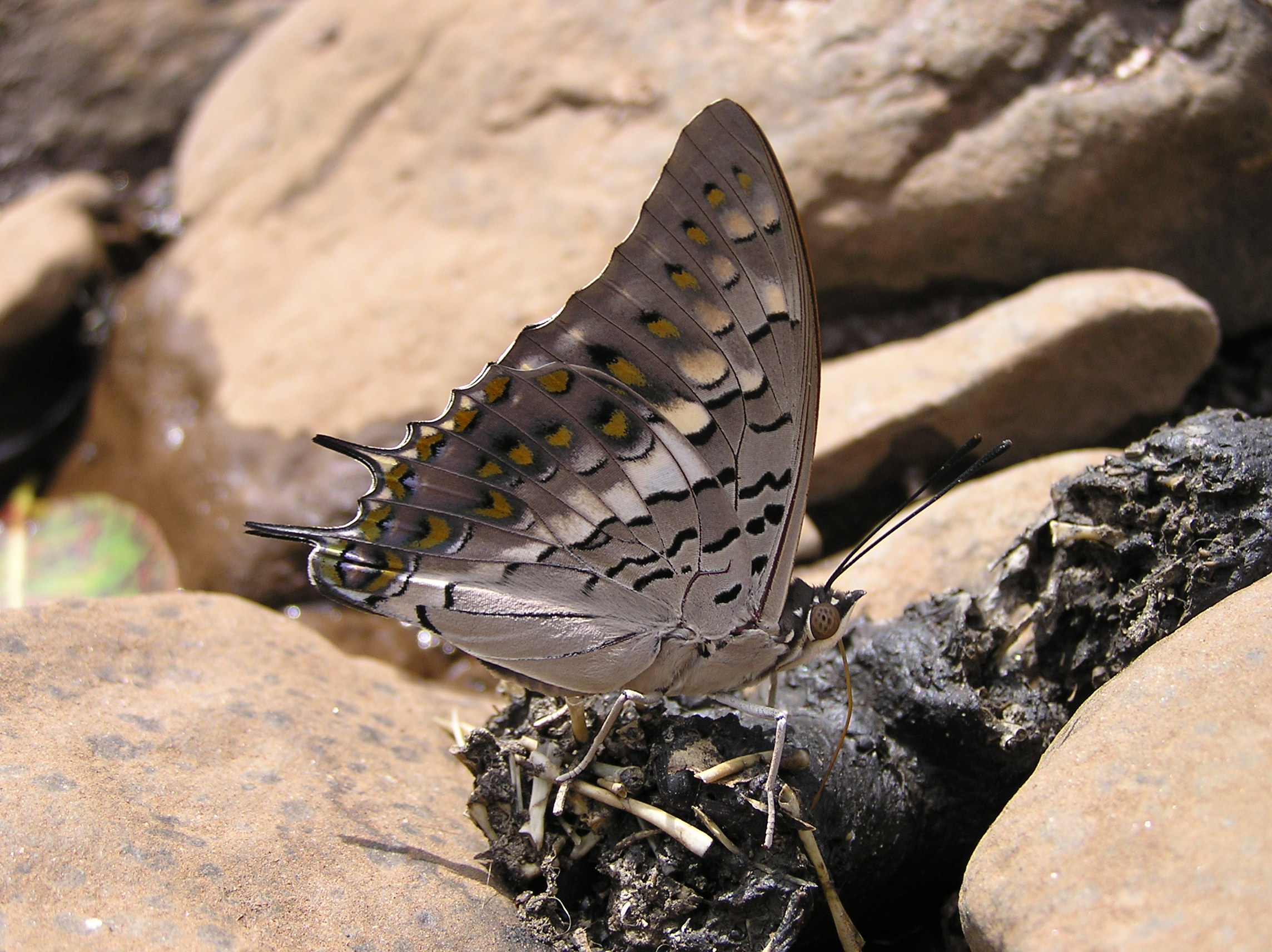
Falter an Exkrement saugend

Die Falter von Charaxes solon saugen zur Nahrungsaufnahme gerne an Baumwunden, Exkrementen oder überreifen Früchten. Sofern diese Nahrungsquellen nicht zur Verfügung stehen, wird auch Blütennektar als Ersatz angenommen. Die gelbgrünen Eier werden auf der Oberseite der Blätter der Nahrungspflanze abgelegt. Die Raupen ernähren sich von den Blättern verschiedener Hülsenfrüchtler (Fabaceae), beispielsweise vom Tamarindenbaum (Tamarindus indica) sowie von Bauhinia racemosa, Dalbergia sissoo oder Pithecellobium dulce. Details zur Lebensweise der Art müssen noch erforscht werden.